# Arkadi (Gemeindebezirk)
Der Gemeindebezirk Arkadi (griechisch Δημοτική Ενότητα Αρκαδίου Dimotikí Enótita Arkadíou) ist einer von vier Gemeindebezirken der Gemeinde Rethymno im Regionalbezirk Rethymno in der griechischen Region Kreta auf der gleichnamigen Mittelmeerinsel Kreta. Zwischen 1997 und 2010 existierte Arkadi als eigenständige Gemeinde. Sie wurde nach dem im Inselinneren gelegenen Kloster Arkadi benannt. Gemeindesitz war Adele.

## Geographie und Lage
Arkadi ist der östlichste Gemeindebezirk der Gemeinde Rethymno. Er grenzt im Osten an die Gemeinde Mylopotamos und im Süden Amari. Innerhalb der Gemeinde Rethymno ist im Westen der Gemeindebezirk Rethymno benachbart.
Der Gemeindebezirk Arkadi erstreckt sich über nahezu 122 Quadratkilometern von der Nordküste Kretas bis zu den nordwestlichen Ausläufern des Psiloritis, wo das Gebiet mit der Mavrou Koryfi (Μαύρου Κορύφη) auf 944 Metern über dem Meer ansteigt. Ebenen und Hügelland machen den größten Flächenanteil aus. Sie begünstigen die landwirtschaftliche Erzeugung, hauptsächlich von Oliven, in der Küstenebene von Gartenbauprodukten in Freiland- und Gewächshauskulturen, sowie die Produktion von Weintrauben. Die bergigen Regionen werden von Phrygana und Macchie eingenommen.

## Verwaltungsgliederung
Anlässlich der Gebietsreform 1997 erfolgte der Zusammenschluss von 13 Landgemeinden zur damaligen Gemeinde Arkadi, die dem heutigen Gemeindebezirk entspricht. Im Rahmen der Verwaltungsreform 2010 erfolgte die Vereinigung mit den Gemeinden Rethymno, Lappa und Nikiforos Fokas, die nunmehr die Gemeindebezirke der neuen Gemeinde Rethymno bilden.
| Kinotita (Κοινότητα) | griechischer Name            | Code     | Fläche (km²) | Einwohner 2001 | Einwohner 2011 | Dörfer und Siedlungen                                            |
| -------------------- | ---------------------------- | -------- | ------------ | -------------- | -------------- | ---------------------------------------------------------------- |
| Adele                | Κοινότητα Άδελε              | 73010201 | 06,333       | 1059           | 1415           | Adele, Agia Paraskevi, Adelianos Kambos                          |
| Amnatos              | Κοινότητα Αμνάτου            | 73010202 | 23,123       | 0222           | 0213           | Amnatos, Kafaliana, Moni Arkadiou, Pikris                        |
| Archea Eleftherna    | Κοινότητα Αρχαίας Ελεύθερνας | 73010203 | 10,076       | 0100           | 0115           | Archea Eleftherna                                                |
| Eleftherna           | Κοινότητα Ελευθέρνης         | 73010204 | 10,883       | 0237           | 0189           | Eleftherna                                                       |
| Erfi                 | Κοινότητα Έρφων              | 73010205 | 07,174       | 0512           | 0662           | Erfi, Agios Nikolaos, Ano Viranepiskopi, Viranepiskopi, Magnisia |
| Kyrianna             | Κοινότητα Κυριάννας          | 73010206 | 05,23        | 0331           | 0348           | Kyrianna                                                         |
| Mesi                 | Κοινότητα Μέσης              | 73010207 | 08,488       | 0362           | 0388           | Mesi, Agia Triada, Loutra                                        |
| Pangalochori         | Κοινότητα Παγκαλοχωρίου      | 73010208 | 02,35        | 0412           | 0969           | Pangalochori, Sfakaki                                            |
| Pigi                 | Κοινότητα Πηγής              | 73010209 | 05,908       | 0652           | 0857           | Pigi, Agios Dimitrios, Pigianos Kambos                           |
| Prinos               | Κοινότητα Πρίνου             | 73010210 | 12,419       | 0526           | 0660           | Prinos, Skaleta                                                  |
| Skouloufia           | Κοινότητα Σκουλουφίων        | 73010211 | 05,715       | 0204           | 0160           | Skouloufia, Roupes                                               |
| Chamalevri           | Κοινότητα Χαμαλευρίου        | 73010212 | 03,657       | 0865           | 0877           | Chamalevri                                                       |
| Charkia              | Κοινότητα Χαρκίων            | 73010213 | 20,288       | 0162           | 0078           | Charkia, Kavousi                                                 |
| Gesamt               | Gesamt                       | 730102   | 121,644      | 5644           | 6936           |                                                                  |